# Machina II/The Friends & Enemies of Modern Music
Machina II/The Friends & Enemies of Modern Music es el sexto álbum del grupo musical estadounidense The Smashing Pumpkins, que fue lanzado de manera gratuita para descarga digital por Internet el 5 de septiembre de 2000. Corresponde a una secuela del álbum MACHINA/The Machines of God, aunque hasta el momento no ha sido lanzado comercialmente. Está conformado por tres EP con caras-b y versiones alternativas de canciones, y por un LP doble que corresponde al álbum propiamente tal. Junto con su antecesor conforman dos álbumes conceptuales. Corresponde al último álbum de estudio grabado por el grupo antes de la separación del 2 de diciembre de 2000.
Solo se hicieron 25 copias en vinilo, las cuales Billy Corgan repartió entre amigos y fanes más cercanos para que lo difundieran por Internet.

## Lista de canciones

### EP 1 (CR-01)
1. «Slow Dawn» – 3:14
2. «Vanity» – 4:08
3. «Saturnine» – 4:11
4. «Glass' Theme» (Spacey) – 2:55

Tiempo total: 14:08

### EP 2 (CR-02)
1. «Soul Power» (versión de James Brown) – 3:02
2. «Cash Car Star» (Versión 1) – 3:41
3. «Lucky 13» – 3:05
4. «Speed Kills» (Alternate Take) – 4:51

Tiempo total: 15:01

### EP 3 (CR-03)
1. «If There Is a God» (Piano and Voice) – 2:34
2. «Try, Try, Try» (Version 1 Alternate Text) – 4:23
3. «Heavy Metal Machine» (Version 1 Alternate Mix) – 6:47

Tiempo total: 14:03

### LP (CR-04)
1. «Glass' Theme» – 1:54
2. «Cash Car Star» – 3:18
3. «Dross» – 3:26
4. «Real Love» – 4:16
5. «Go» – 3:47
6. «Let Me Give the World to You» – 4:10
7. «Innosense» – 2:33
8. «Home» – 4:29
9. «Blue Skies Bring Tears» (Version Electrique) – 3:18
10. «White Spyder» – 3:37
11. «In My Body» – 6:50
12. «If There Is a God» (Full Band) – 2:08
13. «Le Deux Machina» – 1:54
14. «Here's to the Atom Bomb» (New Wave Version) – 3:51